# 巴拉巴扎尔
巴拉巴扎尔（Barabazar），是印度西孟加拉邦Puruliya县的一个城镇。总人口7572（2001年）。

## 人口
该地2001年总人口7572人，其中男性4009人，女性3563人；0—6岁人口1015人，其中男549人，女466人；识字率67.01%，其中男性为75.31%，女性为57.68%。